# Fédération des comités et syndicats de travailleurs d'Irak

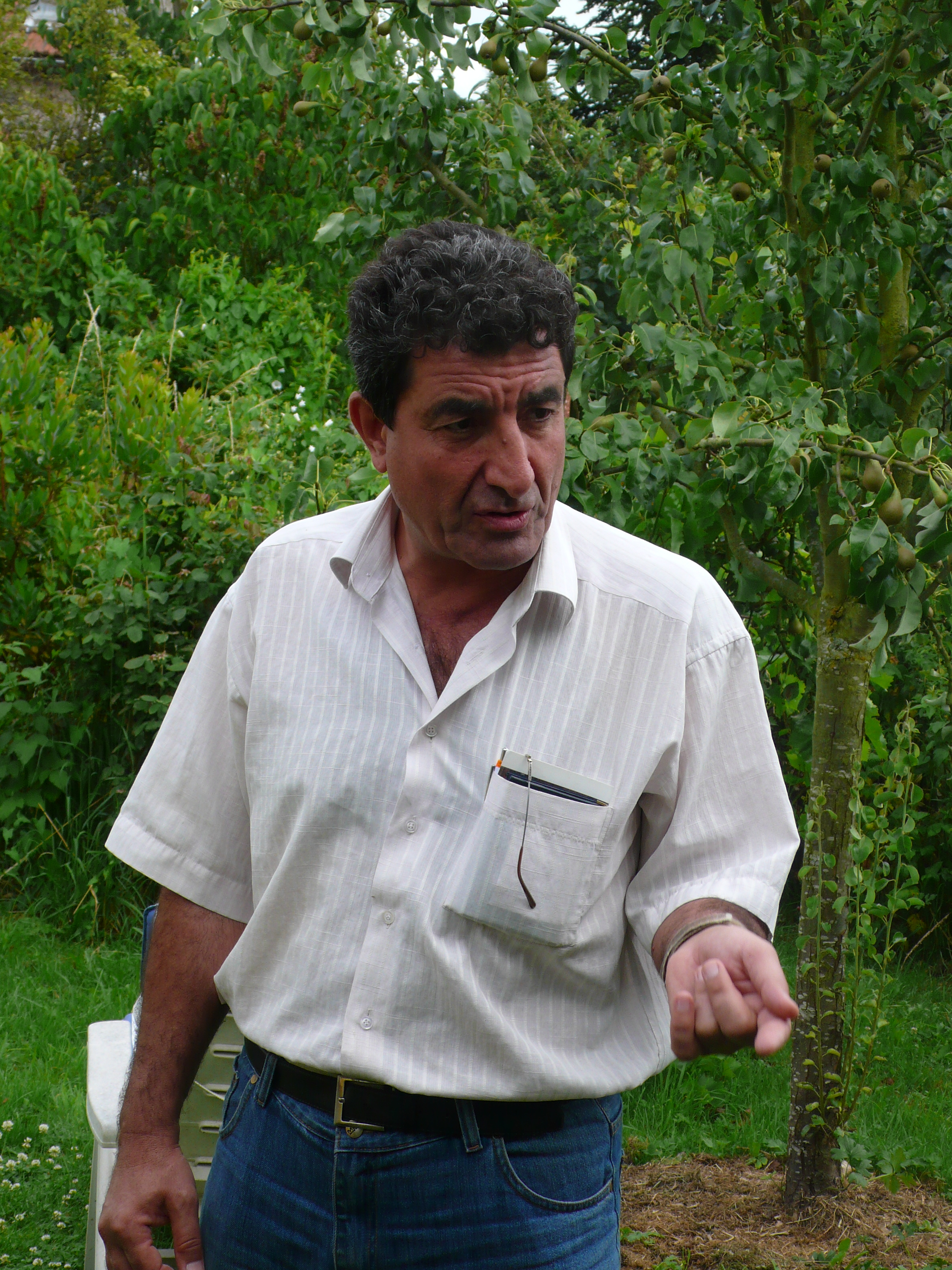
Falah Alwan, président de la Fédération des conseils et syndicats ouvriers en Irak.

La Fédération des conseils et syndicats ouvriers en Irak (FCSOI) ou Fédération des comités et syndicats de travailleurs d'Irak (en arabe : اتحاد المجالس و النقابات العمالية في العراق) (en anglais Federation of Workers' Councils and Unions in Iraq, FWCUI) est issue de la vague de grèves déclenchée dès l’entrée des troupes coalisées en Irak en 2003. Elle est forte de 350 000 membres, dans l’industrie (coton, cuir, bois, agro-alimentaire, transports) aussi bien que dans les services publics (administration, santé, banques). Le Syndicat des chômeurs en Irak, qui lutte pour la création d’une allocation chômage, fait partie de cette fédération.
Son président, Falah Alwan, a milité de façon clandestine sous le régime de Saddam Hussein dans le secteur du bâtiment. C'est également le cas de Qasim Hadi, qui dirige le Syndicat des chômeurs en Irak.
La FCSOI est implantée dans l'ensemble de l'Irak, aussi bien au Kurdistan que dans le centre et le sud de l'Irak, et n'est pas liée à un mouvement religieux. Politiquement, elle est influencée par le Parti communiste-ouvrier d’Irak,, et membre du Congrès des libertés en Irak. Contrairement à la Fédération irakienne des syndicats, son principal concurrent, elle ne bénéficie d'aucune reconnaissance officielle. En effet, le code du travail baasiste de 1987, qui interdit les syndicats dans le secteur public et en autorise un seul dans le privé, est toujours en vigueur.
La FCSOI encourage la libre élection des délégués syndicaux et réclame une nouvelle législation du travail, en remplacement de la loi sur le travail de 1987. Elle demande le retrait des troupes d’occupation, de véritables droits sociaux, un système laïque et la pleine égalité hommes-femmes.
Le 2 mars 2005, le Syndicat indépendant des services publics a annoncé qu'il rejoignait la FCSOI, après avoir quitté quelques jours plus tôt la Fédération démocratique des syndicats irakiens (FDSI).
En raison de la grève observée en décembre 2009 par les ouvriers de la société Cotton Industries, relevant du secteur public, Falah Alwan, qui est employé par cette société, a été muté dans un autre établissement. Cette brimade vient s'ajouter à l'interdiction faite par le ministère de l'industrie de toute négociation avec le FWCUI,.
À la date de 2012, une seule fédération syndicale jouit de la reconnaissance officielle du régime irakien : la Fédération générale des travailleurs irakiens (the General Federation of Iraqi Workers, GFIW), créée en septembre 2005. La Fédération des conseils et syndicats ouvriers en Irak reste exclue de toute reconnaissance officielle.
En juin 2014, la FCSOI a publié un communiqué critiquant les puissances étrangères, dont les États-Unis, pour leur rôle dans la création des  divisions sectaires qui ont contribué à l'essor d'ISIS.
En juillet 2016, la Fédération des conseils et syndicats ouvriers en Irak ainsi que six autres fédérations ou syndicats ont décidé de former la Réunion des fédérations et syndicats irakiens (the Iraqi Federations and Trade Unions Conference). Un projet de loi sur les droits et libertés des syndicats (ou code du travail) a été rédigé, qui doit être proposé au corps législatif du pays.